# 脫氏鼬眼蛤
脫氏鼬眼蛤（学名：Galeomma turtoni），是帘蛤目鼬眼蛤科鼬眼蛤屬的一种，也是這個屬的模式種。主要分布於歐洲的英倫海峽、北海、北大西洋及地中海一帶，還有毛里裘斯及塔斯曼尼亞。本物種的名稱源於本屬的發現者，英國自然學家威廉·脫爾頓（William Turton）。
根據威廉·脫爾頓投稿到《動物學期刊》的文章內容，本物種兩邊的殼瓣大小和長度均相同。不過作為原作者的脫爾頓除了因為發現地點英倫海峽海岸的烈風而把本物種命名為Galeomma（源自烈風的英語gale）之後，居然忘記了為物種命名。碰巧作為編者之一的 G. B. Soweby 後來在毛里裘斯及塔斯曼尼亞也發現相同的物種，所以期刊編輯部以脫爾頓的姓氏來為物種命名。這亦是為何不同的出版會認為本物種的命名者分別為：脫爾頓、G. B. Soweby及無名氏的原因。